# Colletes graeffei
Colletes graeffei là một loài Hymenoptera trong họ Colletidae. Loài này được Alfken mô tả khoa học năm 1900.